# Varieté
Varieté (tytuły alt. Jealousy,  Vaudeville) – niemiecki dramat z 1925 w reżyserii E.A. Duponta, który wraz z Leo Birinskim napisał scenariusz, oparty na motywach powieści The Oath of Stephan Huller Felix aHollaendera z 1912.